# Lluís Bagaria i Bou

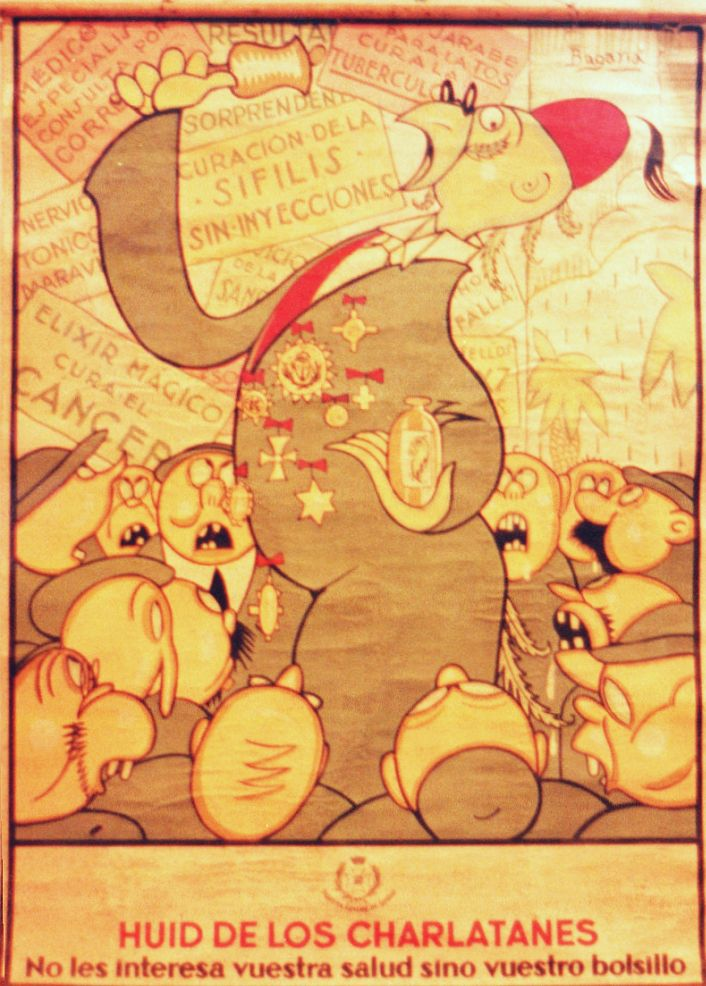
Caricatura de Bagaria en un cartell contra la mala praxi en els tractaments mèdics. Circa 1910.

Lluís Bagaria i Bou (Barcelona, 29 d'agost de 1882 - L'Havana, Cuba, 26 de juny de 1940) fou un dels principals caricaturistes de la península durant la primera meitat del segle xx. Tenia un gran talent per captar la fesomia dels seus contemporanis a través de la caricatura i ho feu amb un innovador estil sintètic i decorativista que va revolucionar el gènere.

## Biografia
Fill de Lluís Bagaria i Roca i d'Emília Bou i Mur naturals de Barcelona, no va tenir una joventut fàcil: el seu pare va morir sent ell molt jove, va fracassar en diverses ocupacions ocasionals per mantenir la seva mare i es traslladà amb la seva família a Mèxic, on viuria fins als 16 o 18 anys. De nou a Barcelona, s'inicià com a pintor, seguint l'estil de Santiago Rusiñol, de qui sempre seria gran amic. Com a humorista gràfic, el 1902 publicà les seves primeres obres a El Rector de Vallfogona i al ¡Cu-Cut!. Un any més tard, participa com a pintor en una exposició col·lectiva a la Sala Parés, juntament amb Isidre Nonell i Josep Maria Xiró.
Una nit al camerino de l'actor Enric Borràs, el joveníssim Bagaria traça amb quatre línies de carbonet la caricatura de l'actor en un tros de cartró. Després de l'èxit de la broma l'animaran a continuar dibuixant caricatures i va començar a publicar en algunes revistes satíriques que abundaven en aquella època. L'estil de dibuix de Bagaria és completament diferent del que dibuixen la resta de caricaturistes. El traç curvilini de les seves vinyetes fuig de la figuració i crea un univers d'artificiositat sintètica, rotundament modern.
El 1905 exposaria una col·lecció de caricatures de personatges de l'època a la mateixa Parès. Aquesta exposició, amb molt bona crítica, li va donar certa empenta professional i un any més tard comença a treballar al diari barceloní La Tribuna, i a revistes com Or i grana, ¡Cu-Cut! i L'Esquella de la Torratxa. A la revista De tots colors tenia una secció pròpia anomenada "Els nostres artistes en caricatura". L'editorial Vista & Corbella va editar una col·lecció amb postals amb caricatures de Bagaria.
El 1908 se'n va anar a treballar a Amèrica amb la companyia de teatre d'Enric Borràs, viatjant per Mèxic, Nova York i Cuba.
El 1911 torna a Espanya i s'instal·la a Madrid, on va tenir lloc el gruix de la seva producció i aconseguí una descomunal popularitat, construint un univers simbòlic a base de metàfores gràfiques, i deixant una interessantíssima crònica gràfica de gairebé trenta anys de la vida política i cultural espanyola. Col·laborà a La Tribuna de Madrid, El Parlamentario, El Sol i la revista España, dirigida per Ortega y Gasset, on va aconseguir la seva consagració definitiva, durant els anys de la Primera Guerra Mundial, quan es va convertir en abanderat contra l'imperialisme alemany i va patir diverses denúncies, judicis i censures per les seves vinyetes. Va ser en aquell moment que va consolidar el seu pes entre la intel·lectualitat espanyola, fins al punt que Josep Pla va escriure que Bagaria havia esdevingut “el caricaturista de la massa encefàlica de la península”. La seva postura profundament republicana i les seves vinyetes sobre la monarquia també li van comportar nombrosos problemes i multes.
Durant els anys de la dictadura de Primo de Rivera, ja a les pàgines del diari El Sol, va mantenir un fort pols amb la censura que va acabar amb un exili daurat: un llarg viatge per Argentina i Sud-amèrica, on també es van publicar les seves vinyetes i va esdevenir una celebritat. Els seus dibuixos d'aquesta època, en no poder fer bromes directes sobre l'actualitat política, estan plens de matisos, jocs simbòlics, dobles sentits i al·lusions amagades que els lectors desxifraven amb fruïció, encara que a les autoritats no els feia cap gràcia. Una vinyeta en la qual va dibuixar un cargol sobre una branca de caoba, que feia referència a una amant del dictador Primo de Rivera, va provocar el segrest d’aquella edició del diari El Sol.
Actiu en societat i política, va militar al Partit Socialista Obrer Espanyol en tres periodes entre 1920 i 1936 i al Partit Republicà Radical Socialista, i va signar el manifest fundacional de l'Esquerra Republicana de Manuel Azaña. Circulen nombroses anècdotes sobre el caràcter bohemi del personatge i les seves efusions nocturnes i festives. Segons expliquen, el tancaven en una habitació de la redacció fins que lliurava les vinyetes per sota de la porta. Aquesta vida dissoluta li va passar factura, afectant profundament la seva salut.
Durant la guerra civil, tornà a Barcelona i dibuixà a La Vanguardia un seguit de ferotges caricatures contra la guerra i el feixisme. Per culpa d'aquests dibuixos, crus, corrosius i fortament satírics, La Vanguardia fou prohibida a l'Alemanya de Hitler. També li costaren que els guanyadors de la guerra civil intentessin esborrar qualsevol rastre de l'existència d'aquest dibuixant. Aquesta col·lecció de dibuixos es va recopilar per primera vegada en un volum, amb un estudi de Jaume Capdevila "Kap", gràcies a l'Editorial Dux.
El gran dels seus dos fills, Jaume, va morir al front d'Aragó l'estiu de 1937, fet que va fer que l'artista caigués defeinitivament en una forta depressió emocional i física. Bagaria va refugiar-se a París el 1938. A nivell internacional, va col·laborar amb les revistes Le Rire, francesa i Simplicissimus, alemanya. El 1939 se'n va anar a Cuba, on va morir al cap d'un any.
Al Museu Nacional d'Art de Catalunya es pot veure un caricatura seva de Ramon Casas, provinent de la col·lecció de Raimon Casellas, i al Museu d'Art de Sabadell es conserva una versió de format més gros. El Museu d'Art de Sabadell guarda més de vuitanta caricatures de Lluís Bagaria, procedents del llegat Maria Cladellas, i també es conserven dibuixos al Museu d'Art Modern de Tarragona i al Museu de l'Empordà de Figueres.

## Exposicions rellevants
- 1903- Barcelona. Sala Parés. Col·lectiva
- 1905- Barcelona. Sala Parés. Caricatures
- 1907- Terrassa. 90 caricatures
- 1913- La Corunya. Sala Tizón
- 1914- Madrid. Col·lectiva amb Maria Blanchard i Diego Rivera
- 1917- Londres. Bernard Smith Gallery
- 1926- Buenos Aires
- 1938- París. Galeria Jeanne Castel
- 1938- Lió. Col·lectiva amb Lucio López Rey